# Hylopachyiulus likanus
Hylopachyiulus likanus är en mångfotingart som beskrevs av Carl Graf Attems 1927. Hylopachyiulus likanus ingår i släktet Hylopachyiulus och familjen kejsardubbelfotingar. Inga underarter finns listade i Catalogue of Life.